# 新百合ヶ丘
新百合ヶ丘（しんゆりがおか）は、神奈川県川崎市麻生区の新百合ヶ丘駅周辺を指す地名である。万福寺を中心とする。略称は新百合（しんゆり）。
新ゆりグリーンタウンという団地も存在する。

## 概要
行政的・商業的に麻生区の中心的地域であり、麻生区役所が置かれている。「新百合ヶ丘」と呼ばれる範囲は、万福寺1丁目18-1に存在する小田急小田原線・多摩線の新百合ヶ丘駅を中心とする商業地域を指すことが多いが、駅の北側の万福寺や、駅の南側の王禅寺西などの住宅地を指すこともある。
南北に長い市域をもつ川崎市では、市域を北部・中部・南部の3つに区分することが多いが、川崎市の都市計画「川崎市都市計画マスタープラン」では、市内の3つの広域拠点のうち、北部地域は新百合ヶ丘駅周辺、中部地域は武蔵小杉駅周辺、南部地域は川崎駅周辺を、それぞれ拠点として指定している。

## 歴史
1974年6月1日、小田急多摩線の開通に伴い新百合ヶ丘駅が開業した。
駅周辺が商業地域として発展したのは1990年代前半からで、1990年（平成2年）に最初の本格的な商業施設である「小田急アコルデ新百合ヶ丘」が開業した。1992年（平成4年）年は駅南口からの歩行者道沿いにに専門店街「新百合ヶ丘マプレ」が開業。さらに同1992年（平成4年）には「新百合ヶ丘エルミロード」が開業した。1997年（平成9年）8月29日には新百合ヶ丘ビブレ（のち新百合ヶ丘サティを経て、現在はイオンスタイル新百合ヶ丘）が開業した。またこの頃には新百合ヶ丘OPAも開業し、新百合ヶ丘駅前に大型商業施設が出揃っている。

## しんゆり・芸術のまち
川崎市の「芸術のまち構想」の一環として、麻生区行政を中心として音楽や芸術に力を入れている。

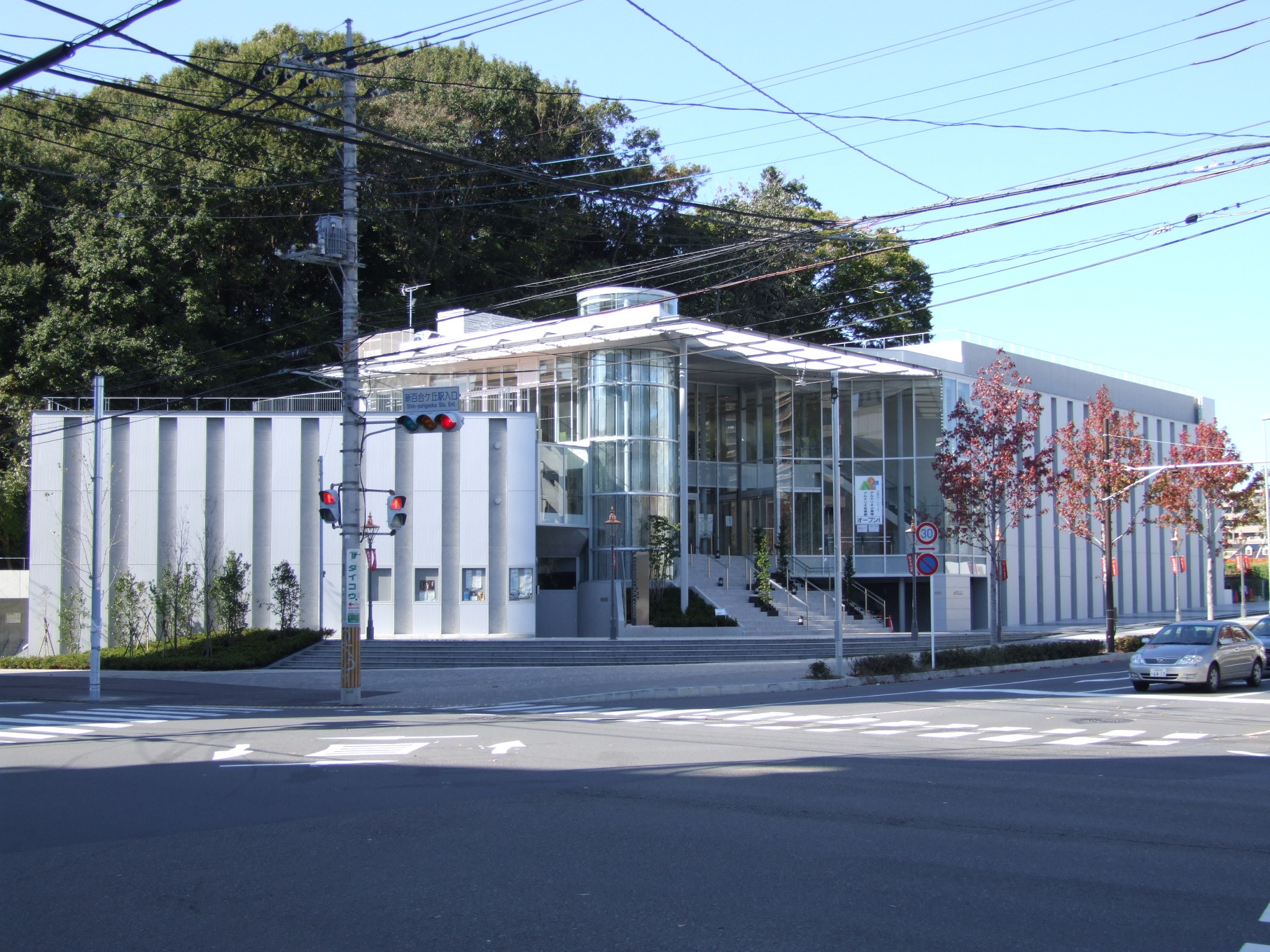
川崎市アートセンター

### 芸術のまちづくり
市民、民間事業者、教育機関、行政などで組織さたNPO法人しんゆり・芸術のまちづくりは地域との緊密な連携のもと、芸術施設，人材などの地域資源を活かした「まちづくり」を推進し、地域の魅力を発信することで、地域活性化・地域ブランドの確立に寄与することを目的としている。
アルテリッカしんゆり、麻生音楽祭、KAWASAKIしんゆり映画祭、しんゆり・オリーブまつり、kirara＠アートしんゆりなど、芸術に関連する行事を開催している。

### 映像芸術都市
日本映画学校が新百合ヶ丘駅前に移転したのをきっかけに、映像芸術の中心地としての活動を行っている。映像芸術の中心地として発展を進めるため、川崎市により、映像と演劇・パフォーマンスを核とした芸術拠点（川崎市アートセンター）が建設され、2007年10月31日に開館した。
なお、日本国内初の映画専科大学「日本映画大学」が平成23年（2011年）4月、川崎市麻生区に開校した。

## 新百合ヶ丘の景観への取り組み
川崎市は新百合ヶ丘の美しい街並みを造り出すための景観形成基準を設けている。
- 建築物のデザインについては高さや重なり，形態，連続性など，調和のとれた外観の演出に努めている。色彩については基調色を活かし魅力ある街づくりを目指している。
- 緑のデザイン　もとから存在した自然景観を保全し，再生していくことに取り組んでいく。また，場所に適応した樹木の活用を図りながら景観の演出を図る。
- 他にも“通りのデザイン”や“広告物のデザイン”、“あかりのデザイン”など総合的な景観への取り組みが進められている。

新百合ヶ丘の景観

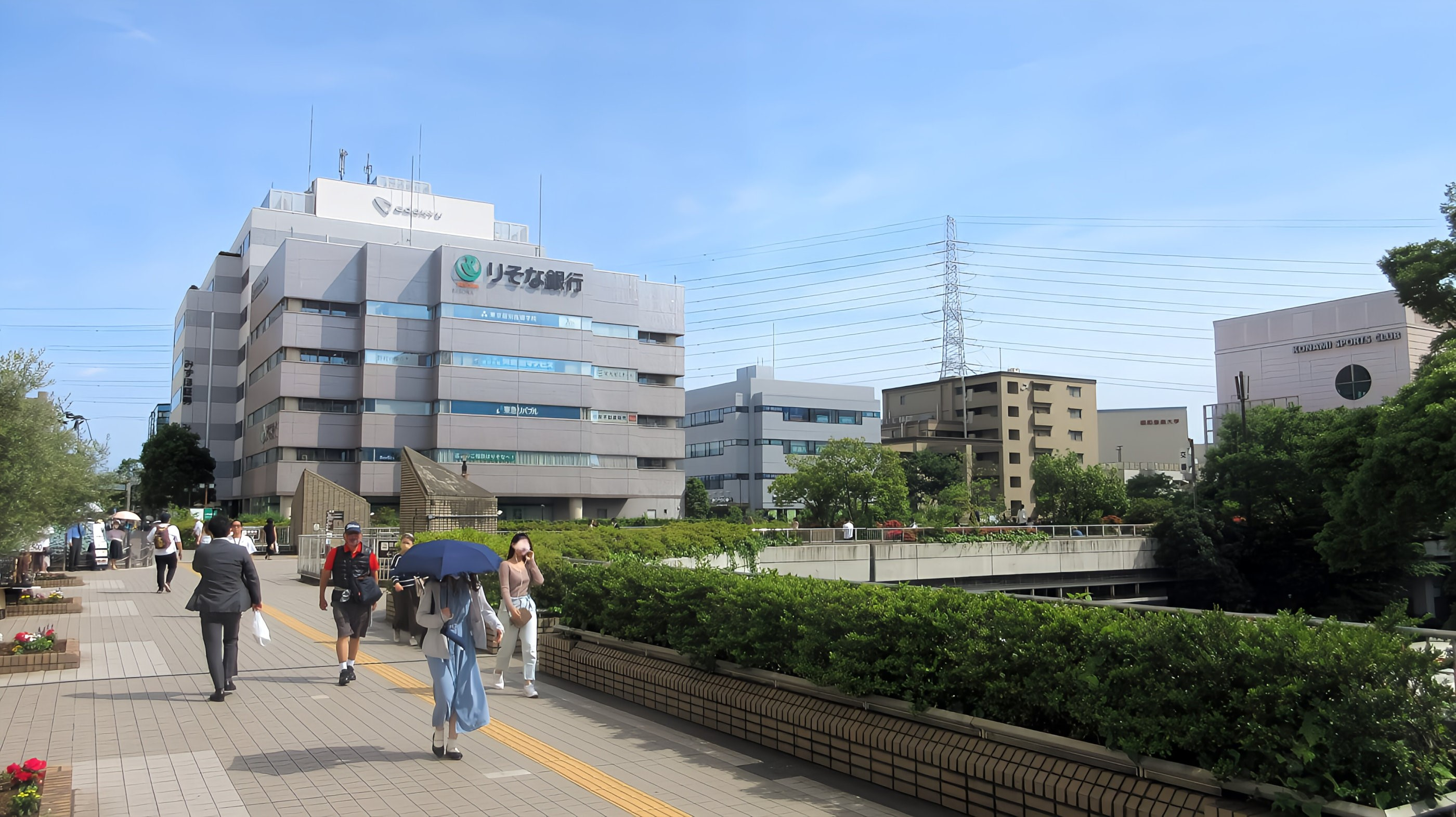
新百合ヶ丘駅前ペデストリアンデッキ
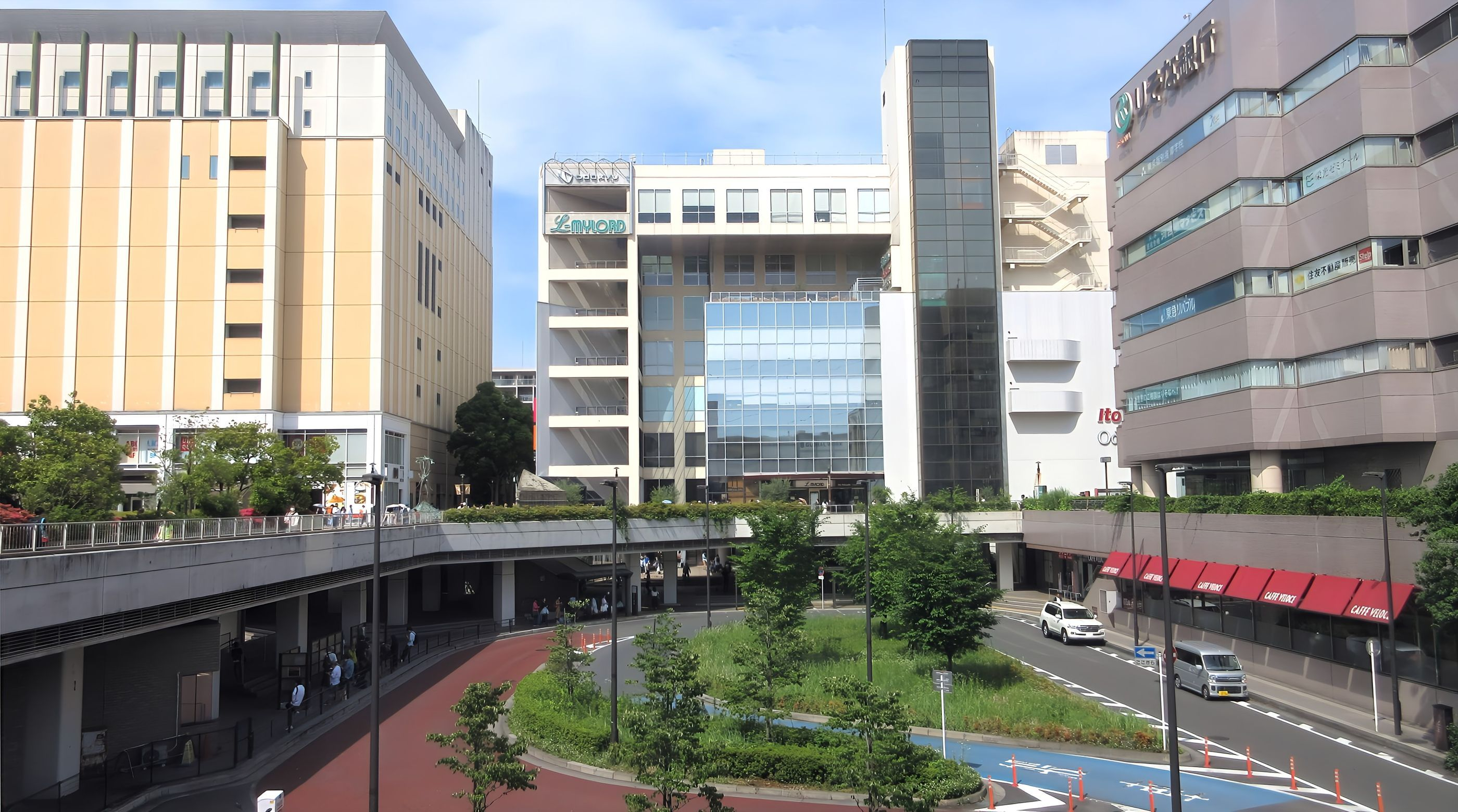
新百合ヶ丘駅南口の商業施設とロータリー
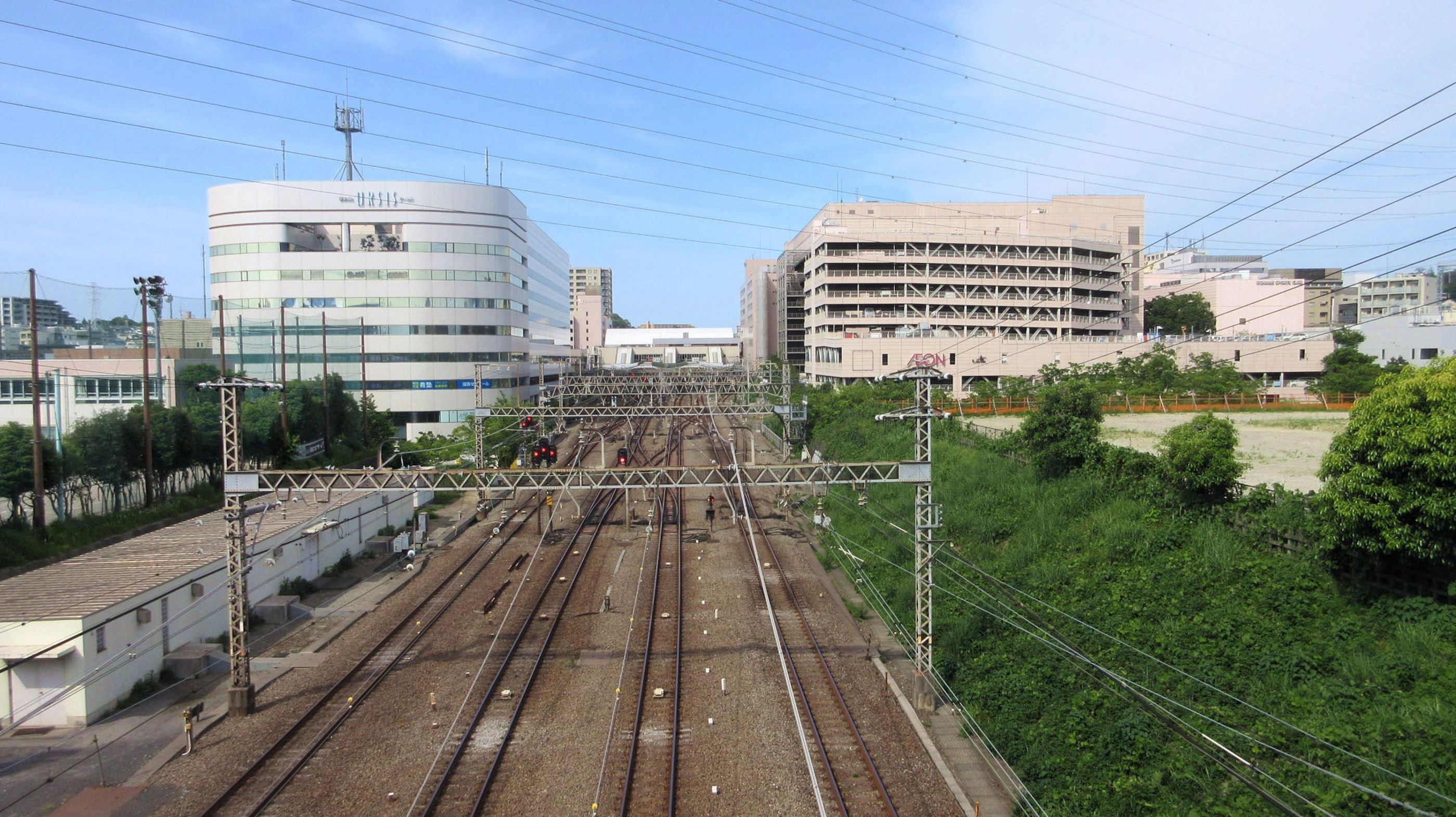
山口富士見歩道橋からの風景
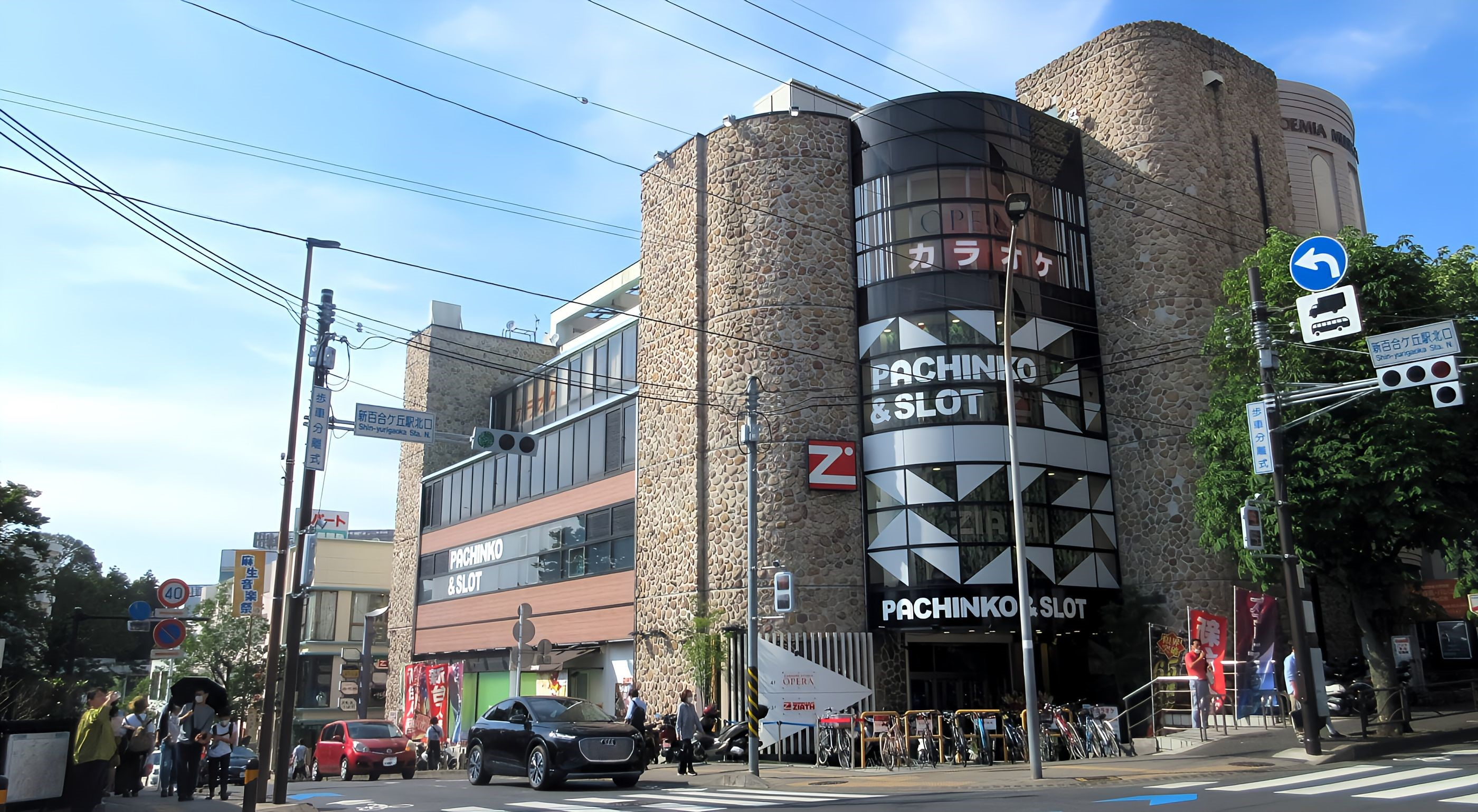
新百合ヶ丘駅北口
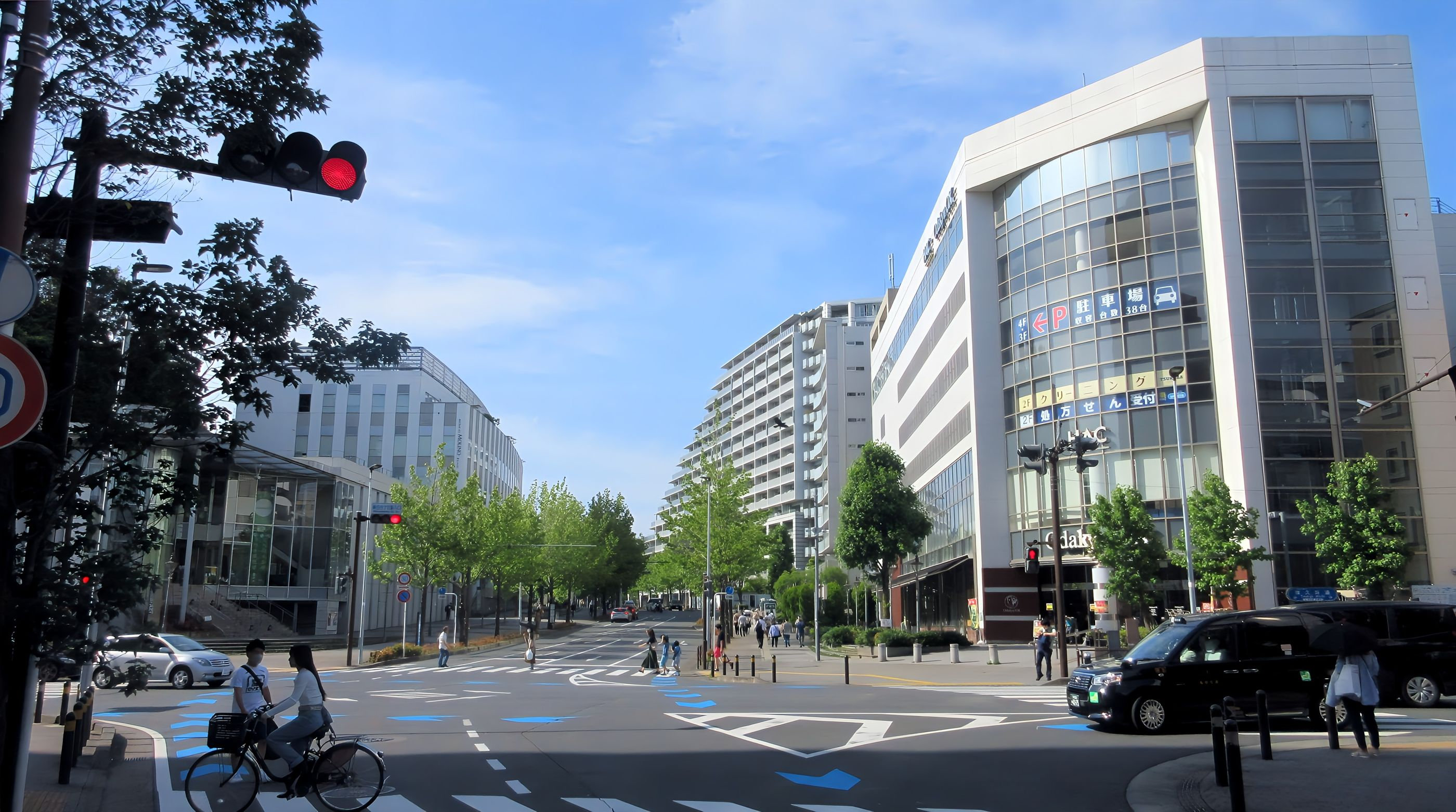
川崎市アートセンター(左)とOdakyuOX(右)
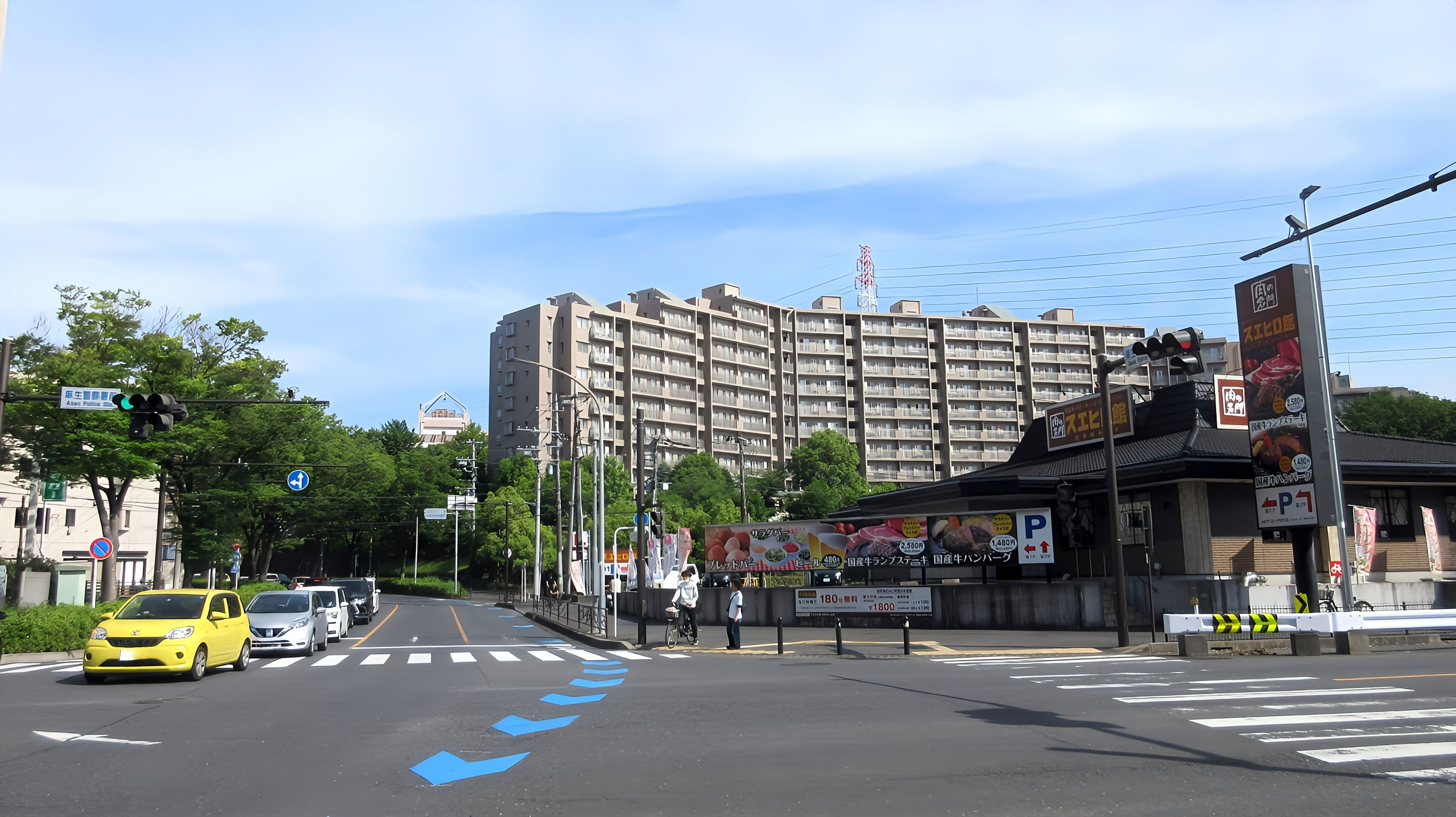
麻生警察署前の交差点
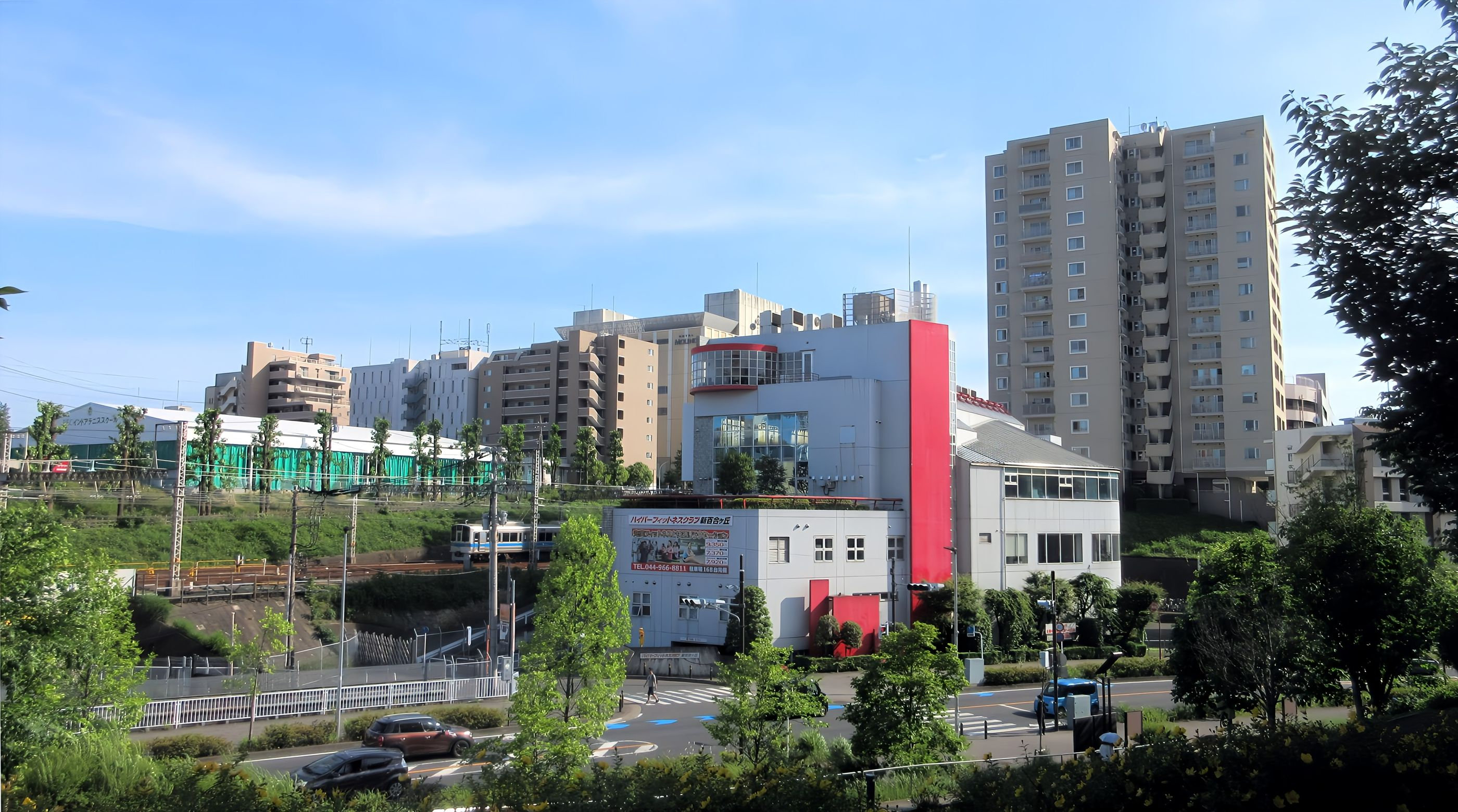
万福寺おやしろ公園から新百合ヶ丘駅方向を望む
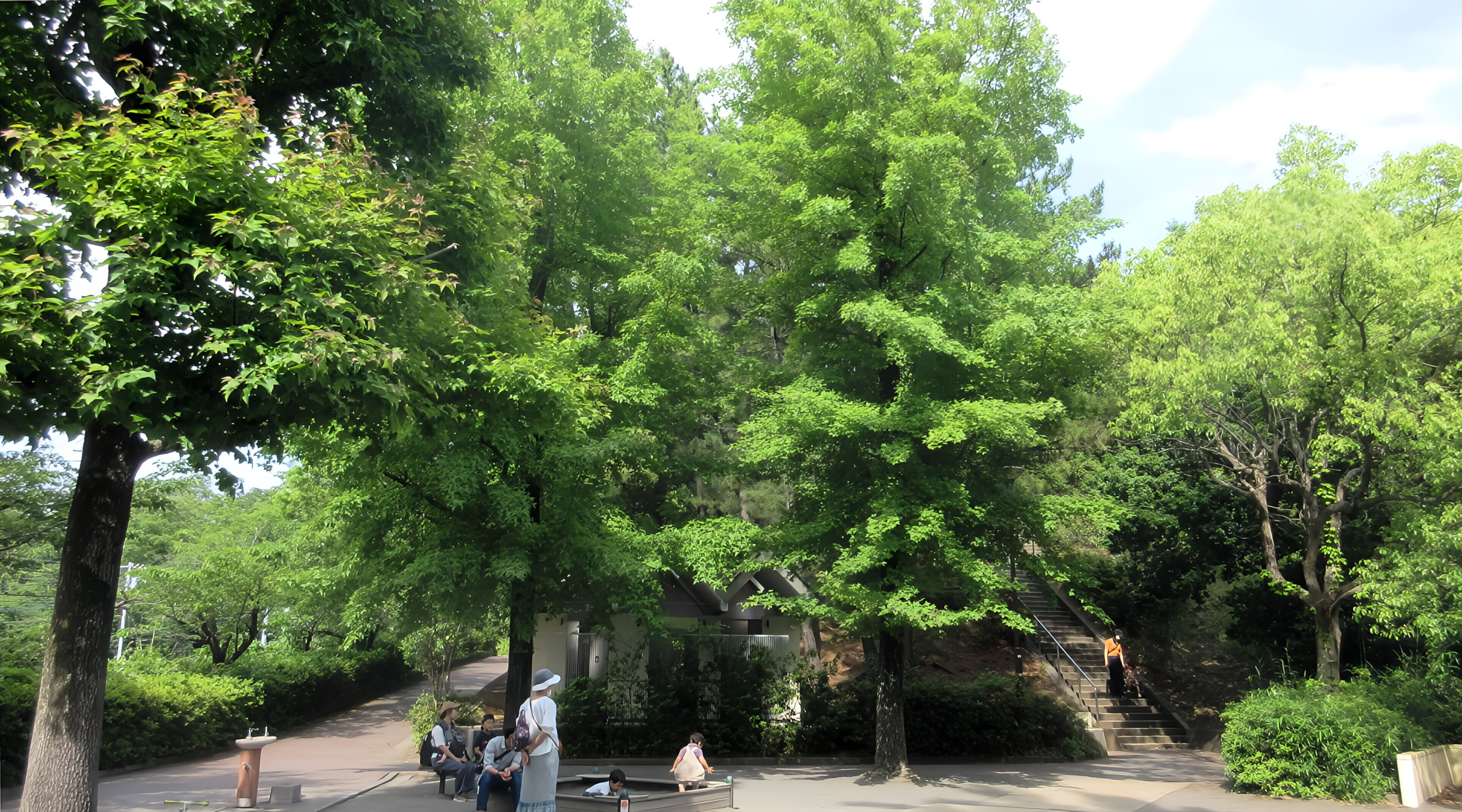
万福寺檜山公園への上り口